# ناحیه قصر الشلاله
ناحیه قصر الشلاله (به عربی: دائرة قصر الشلالة) یک ناحیه در الجزایر است که در استان تیارت واقع شده‌است.